# قصه زندگی (مجموعه تلویزیونی)
قصه زندگی یک مجموعه تلویزیونی محصول سال ۱۳۷۷ به کارگردانی سیروس کاشانی‌نژاد، نویسندگی و تهیه‌کنندگی می‌باشد که از برنامه سیمای خانواده شبکه یک پخش شد.

## بازیگران
- افشین سنگ‌چاپ
- گیتی معینی در اپیزود «کدبانو»
- رامین حاج‌عظیمی
- بهاره حقیقی
- فرداد صفاخو
- مرتضی زیوری
- ناصر گیتی‌جاه در اپیزود «یک هدیه برای عروس و داماد»
- نسرین نکیسابی
- هدیه واحدی

## اپیزودها
اپیزود همزیستی مسالمت آمیز
بازیگران: ملیحه نظری، رامین پرچمی، مژگان دانش یوسفی، بهار حقیقی، منوچهر علیپور، بابک والی، بهروز عنایتی، ملیحه حاجیلو، هدیه واحدی، شهرام سمیعی، مسعود ضرابی، حمید حسین مردی، جعفر حسین مردی، لادن ساعتی، مریم محمدی، داود ضیا، شمسی شمس‌الدینی، بهروز افشار، محمد کهربائی، پیمان حمیدی
اپیزود یک مشکل همیشگی
بازیگران: نسرین نکیسائی، فراز حجتی، ملیحه حاجیلو، فرداد صفاخو، بهار حقیقی، مرتضی زیوری
اپیزود کدبانو
بازیگران: کتایون سیاف، فراز حجتی، مرتضی زیوری، گیتی معینی
اپیزود یک هدیه جالب برای عروس و داماد
بازیگران: حسین آلادین، بهار حقیقی، ملیحه حاجیلو، محمدرضا آلادین، ناصر گیتی‌جاه
اپیزود شوهر دلخواه
بازیگران: رامین پرچمی، مژگان دانش یوسفی، شهرام سمیعی، بهار حقیقی، بهروز عنایتی، مرتضی زیوری، طلعت فتحعلی خانی، اصغر رسول‌نیا
اپیزود گارد آهنی
بازیگران: فرداد صفاخو، نسرین نکیسائی، بهار حقیقی، افشین سنگ چاپ، مرتضی زیوری، هدیه واحدی